# Myrsine subsessilis
Myrsine subsessilis är en viveväxtart. Myrsine subsessilis ingår i släktet Myrsine och familjen viveväxter.

## Underarter
Arten delas in i följande underarter:
- M. s. cryptostemon
- M. s. subsessilis